# A Pastora e o Limpa-chaminés
A Pastora e o Limpa-chaminés (dinamarquês:  Hyrdinden og Skorstensfejeren) é um conto de fadas literário da autoria do poeta Hans Christian Andersen (1805-1875). O conto aborda o romance entre uma pastora e um limpa-chaminés, ambos de porcelana chinesa, ameaçados por um sátiro esculpido em madeira de mogno que quer tomar a pastora como sua esposa. O conto foi primeiramente publicado em abril de 1845 por C.A. Reitzel em Copenhaga, a capital da Dinamarca.

## História
Duas figuras de porcelana (uma pastora e um limpa-chaminés) encontram-se postos lado a lado, em cima do tampo de uma mesa. Encontram-se apaixonados. Contudo, o seu romance é ameaçado por um sátiro esculpido em mogno chamado Brigadeiro-General-de-Brigada-Capitão-Sargento-Cabo-Pernas-de-Bode que vivia num armário próximo, que queria a pastora para si.
O sátiro influencia um velho chinês, também em porcelana, que se encontrava em cima da mesa e que se considerava um pouco como um avô para a pastora, a dar o seu consentimento para o casamento de ambos. Quando o velho chinês aceita a união, a pastora e o limpa-chaminés decidem fugir, descendo da mesa através de uma das suas pernas. Esconderam-se num teatro de brincar mas quando saem para fora descobrem que o velho chinês caíra ao chão ao tentar segui-los. Os dois apaixonados decidem, então, subir para o telhado através da chaminé do fogão, onde encontram uma estrela muito brilhante mesmo acima deles.
Quando a pastora chega ao topo do telhado e contempla o mundo diante de si, assusta-se com a sua vastidão e deseja regressar novamente para cima da mesa onde se encontrava antes. O limpa-chaminés tenta dissuadi-la dessa ideia mas, como a ama tanto, aceita o seu desejo e leva-a novamente até ao cimo do tampo da mesa. Regressados ao sítio do costume, os dois apaixonados descobrem que o velho chinês fora reparado de uma forma que não poderia exprimir-se por forma a concordar com o casamento da pastora com o sátiro. Os dois namorados ficaram, assim, livres para se amarem.

## Publicação

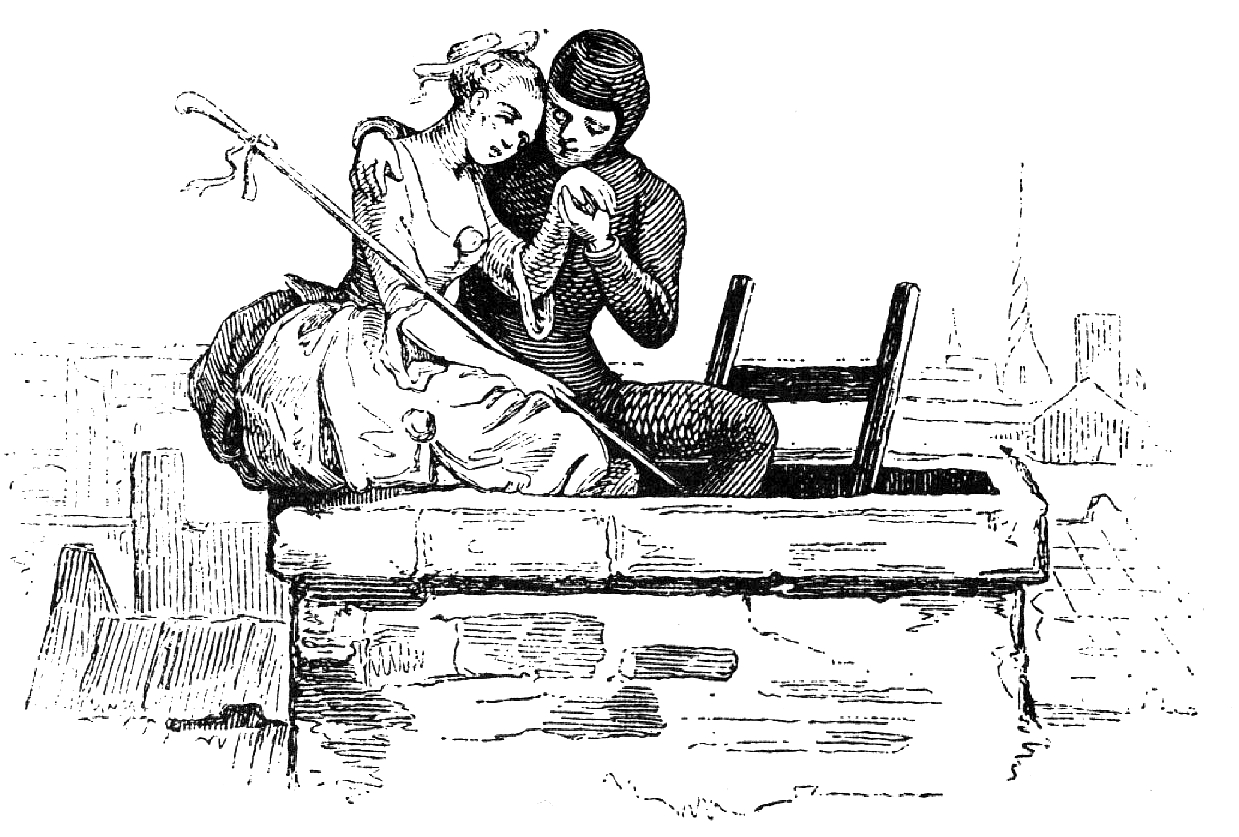
Ilustração em Contos-de-fada, 1850 por Vilhelm Pedersen, o primeiro ilustrador de Andersen

O conto foi publicado inicialmente pela C.A. Reitzel em Copenhaga, Dinamarca, a sete de abril de 1845 em Novos contos-de-fada. Primeiro volume. Terceira coleção. 1845. Outros contos incluídos no volume são 'A Colina dos Elfos', 'Os Sapatinhos Vermelhos', 'O Saltador e 'Holger, o Dinamarquês'. O conto foi publicado a dezoito de dezembro de 1849 como parte de Contos de Fada. 1850. e novamente a trinta de março de 1863 como parte de Contos de Fada e Histórias. 1863. O conto foi traduzido em várias línguas e publicado um pouco por todo o mundo.

## Análise
À semelhança de contos como 'O Soldadinho de Chumbo' ou 'O Peão e a Bola', A Pastora e o Limpa-chaminés é um conto sobre um amor entre dois objetos domésticos. Mas enquanto que nos dois primeiros contos têm um final pouco feliz, este último termina felizes para sempre. Outros contos de Andersen sobre objetos domésticos incluem 'A Camisa de Colarinho' e 'A Xícara de Chá'.

## Adaptações
- Le Roi et l'Oiseau (O Rei e o Pássaro), um filme de longa-metragem de animação francesa vagamente baseado em A Pastora e o Limpa-chaminés;

- Álbum do compositor dinamarquês Frederik Magle chamado The Song is a Fairytale (1994), com músicas baseadas nos contos de fada de Hans Christian Andersen realizado por Thomas Eje e Niels-Henning Ørsted Pedersen, entre outros, que inclui uma adaptação d’A Pastora e o Limpa-chaminés.[3]